# Veronica Yoko Plebani
Veronica Yoko Plebani (Gavardo, 1º marzo 1996) è una canoista, snowboarder e triatleta italiana, specializzata nelle gare paralimpiche.

## Biografia
Nata a Gavardo, in provincia di Brescia, il 1º marzo 1996 e residente a Palazzolo sull'Oglio, fin dall'infanzia pratica numerose discipline sportive quali danza, ginnastica artistica, atletica e snowboard in modo amatoriale.
Il 27 aprile 2011 Veronica contrae una meningite fulminante batterica a cui sopravvive riportando la perdita delle falangi delle mani e delle dita dei piedi. Nel novembre 2011, appena uscita dall'ospedale, partecipa alla 5k il giorno prima della Maratona di New York attraversando il traguardo con 28 corridori del Monza Marathon Team. Nel frattempo entra a far parte del team di art4sport, attraverso il quale comincia la pratica sportiva agonistica delle discipline di canoa e snowboard.

### Risultati sportivi
Nel 2012 conquista il primo posto nei Campionati italiani Junior di paracanoa nella prova di K1 TA discesa classica fluviale 2000 m
.
Nel 2013, sempre ai Campionati italiani Junior di paracanoa, conquista il primo posto nelle discipline di K1 TA 3000 m
, K1 TA maratona
, K1 TA 200 mt, K1 TA 500 m e K1 TA 1000 m. Partecipa inoltre ai campionati mondiali assoluti dove conquista il quarto posto nel K1 200 m TA.
Nel 2014 partecipa ai XI Giochi paralimpici invernali di Sochi nella disciplina del cross-snowboard

, vince la medaglia d'oro alla Coppa del Mondo assoluta di paracanoa nella stessa specialità
, si distingue in ambito europeo conquistando il primo posto nel K1 200 m TA ai Campionati Europei assoluti di paracanoa di Brandeburgo
e partecipa ai Campionati assoluti italiani di paracanoa, dove vince nelle specialità K1 TA 3000 m, K1 TA 200 mt., K1 TA 500 m e K1 TA 1000 m
Nel 2015 vince l'oro ai campionati italiani nella specialità K1LTA femminile (5000 m), il bronzo ai campionati europei di canoa e paracanoa nei 200 m, l'argento alla coppa del mondo di canoa e paracanoa velocità (sempre nei 200 m)
e ottiene il 5º posto nella finale del K1 KL3 200 m ai Mondiali di canoa e paracanoa di Milano (ottenendo così il pass per le Paralimpiadi di Rio 2016).
Il 2016 è un anno importante, interamente dedicato all'allenamento in preparazione alle Paralimpiadi di Rio 2016 in cui si classifica 6º nella gara del KL3 con il crono di 52.802 e alle gare in calendario. A marzo 2016 Veronica inaugura la stagione conquistando l'Oro ai Campionati nazionali italiani assoluti paracanoa categoria KL3 5000 m.
Veronica è impegnata in eventi di raccolta fondi e in manifestazioni sportive che fanno capo all'associazione art4sport ed è ospite degli eventi FIDAPA come testimonial sportiva.
Nel 2017 si classifica al 5º posto alla Coppa del mondo di paracanoa di Seghedino (HUN) nei 200m KL3. 
Sempre nel 2017 Veronica Yoko si avvicina alla pratica sportiva del Paratriathlon, conseguendo da subito ottimi risultati nelle gare a livello nazionale e internazionale nella categoria sprint PTS2: oro al Campionato Italiano Paratriathlon, oro alla Coppa del Mondo Paratriathlon di Besancon (FRA), quinto posto ai Campionati Europei Paratriathlon di Kitzbuhel (AUS), bronzo alla Coppa del Mondo Paratriathlon di Iseo (ITA) e settimo posto ai Campionati del mondo a Rotterdam (NED).
Nel 2018 si classifica al 5º posto alla World Paratriathlon Series di Yokohama (JPN) nei 200m KL3 nella categoria sprint PTS2. Nel Campionato Italiano Paratriathlon vince la medaglia d'oro; ottimi risultati anche Coppa del Mondo di Paratriathlon: è argento a Eton Dorney (GBR) e bronzo Iseo (ITA); ai Campionati Europei Paratriathlon di Tartu (EST) è medaglia di bronzo.
Nell'agosto 2021 ai Giochi Paralimpici di Tokyo 2020, conquista una medaglia di bronzo nel triathlon, categoria PTS2, alle spalle delle americane Allysa Seely e Hailey Danz. Tre anni dopo, invece, vince la medaglia d'argento nella medesima specialità alle Paralimpiadi di Parigi sempre alle spalle dell'americana Hailey Danz.

## Opere
- Fiori affamati di vita, Milano, Mondadori, 2020, ISBN 9788804726777.

## Palmarès
| Anno | Manifestazione                            | Sede             | Evento          | Risultato |
| ---- | ----------------------------------------- | ---------------- | --------------- | --------- |
| 2013 | Campionati mondiali assoluti di paracanoa | Duisburg         | K1 F 200 m TA   | 4ª        |
| 2014 | Campionati europei assoluti di paracanoa  | Brandeburgo      | K1 TA 200 m     | Oro       |
| 2014 | Giochi paralimpici invernali              | Soči             | Snowboard-cross | 11ª       |
| 2015 | Campionati europei assoluti di paracanoa  | Račice           | KL3 200 m       | Bronzo    |
| 2015 | Coppa del mondo di paracanoa velocità     | Duisburg         | KL3 200 m       | Argento   |
| 2015 | Campionati mondiali di canoa e paracanoa  | Milano           | KL3 200 m       | 5ª        |
| 2016 | Campionati mondiali di canoa e paracanoa  | Duisburg         | KL3 200 m       | 4ª        |
| 2016 | Campionati europei di canoa e paracanoa   | Mosca            | KL3 200 m       | 4ª        |
| 2016 | Giochi paralimpici estivi                 | Rio de Janeiro   | KL3 200 m       | 6ª        |
| 2017 | Coppa del mondo di paracanoa velocità     | Seghedino        | KL3 200 m       | 5ª        |
| 2017 | Coppa del Mondo Paratriathlon             | Besançon         | sprint PTS2     | Oro       |
| 2017 | Campionati Europei Paratriathlon          | Kitzbühel        | sprint PTS2     | 5ª        |
| 2017 | Coppa del Mondo Paratriathlon             | Iseo             | sprint PTS2     | Bronzo    |
| 2017 | Campionati del Mondo Paratriathlon        | Rotterdam        | sprint PTS2     | 7ª        |
| 2018 | Coppa del Mondo Paratriathlon             | Eton (Berkshire) | sprint PTS2     | Argento   |
| 2018 | World Paratriathlon Series                | Yokohama         | sprint PTS2     | 5ª        |
| 2018 | World Paratriathlon Series                | Iseo             | sprint PTS2     | 5ª        |
| 2018 | Campionati Europei Paratriathlon          | Tartu            | sprint PTS2     | Bronzo    |
| 2018 | Campionati del Mondo Paratriathlon        | Gold Coast       | sprint PTS2     | 8ª        |
| 2019 | Coppa del Mondo Paratriathlon             | Besançon         | sprint PTS2     | Argento   |
| 2019 | Coppa del Mondo Paratriathlon             | Magog            | sprint PTS2     | Bronzo    |
| 2019 | Coppa del Mondo Paratriathlon             | Tokyo            | sprint PTS2     | 4ª        |
| 2019 | Campionati del Mondo Paratriathlon        | Lausanne         | sprint PTS2     | 4ª        |
| 2019 | Coppa del Mondo Paratriathlon             | Banyoles         | sprint PTS2     | Bronzo    |
| 2019 | Campionati Europei Paratriathlon          | Valencia         | sprint PTS2     | Bronzo    |
| 2019 | Coppa del Mondo Paratriathlon             | Funchal          | sprint PTS2     | Argento   |
| 2021 | World Paratriathlon Series                | Leeds            | sprint PTS2     | Argento   |
| 2021 | Coppa del Mondo Paratriathlon             | Besançon         | sprint PTS2     | Bronzo    |
| 2021 | Coppa del Mondo Paratriathlon             | La Coruña        | sprint PTS2     | Oro       |
| 2021 | Giochi paralimpici estivi                 | Tokyo            | Triathlon PTS2  | Bronzo    |
| 2024 | Giochi paralimpici estivi                 | Parigi           | Triathlon PTS2  | Argento   |

## Campionati nazionali
2012
- Oro ai Campionati nazionali italiani junior paracanoa, K1 TA discesa classica fluviale

2013
- Oro ai Campionati nazionali italiani junior paracanoa, K1 TA 200 m
- Oro ai Campionati nazionali italiani junior paracanoa, K1 TA 500 m
- Oro ai Campionati nazionali italiani junior paracanoa, K1 TA 1000 m
- Oro ai Campionati nazionali italiani junior paracanoa, K1 TA 3000 m
- Oro ai Campionati nazionali italiani junior paracanoa, K1 TA maratona
- Oro ai Campionati nazionali italiani assoluti parasnowboard, LL snowboard-cross

2014
- Oro ai Campionati nazionali italiani assoluti paracanoa, K1 TA 200 m
- Oro ai Campionati nazionali italiani assoluti paracanoa, K1 TA 500 m
- Oro ai Campionati nazionali italiani assoluti paracanoa, K1 TA 1000 m
- Oro ai Campionati nazionali italiani assoluti paracanoa, K1 TA 3000 m

2015
- Oro ai Campionati nazionali italiani assoluti paracanoa, K1 LTA 500 m

2016
- Oro ai Campionati italiani assoluti paracanoa, KL3 500 m
- Oro ai Campionati italiani assoluti paracanoa, KL3 200 m

2017
- Oro ai Campionati italiani paratriathlon, sprint PTS2 femminile

2018
- Oro ai Campionati italiani di paratriathlon, sprint PTS2 femminile